# Middle of the road (musica)
Per middle of the road, spesso abbreviato con l'acronimo MOR e anche conosciuto come MOR pop, si intende un formato radiofonico diffuso negli anni cinquanta, sessanta e settanta e destinato a una fascia demografica di età avanzata.

## Definizione e caratteristiche
La sigla, spesso definita un sinonimo di adult contemporary music (AOR), è stata oggetto di svariate interpretazioni. Lo stile ha assunto una connotazione negativa e indica una musica di massa melodiosa che sconfina nella musica da ascensore, e priva di contenuti elevati e impegnativi. Solitamente, il termine viene usato dall'industria musicale per indicare le ballate e la musica leggera; Martina Elicker lo definisce un «genere di canzoni dall'andamento rilassato e una melodia molto prominente». Nel suo Dizionario di pop&rock del 1996, Paolo Prato definisce il MOR «il pop per adulti, terreno di cantanti confidenziali, ballate romantiche, arrangiamenti magniloquenti. In senso lato è tutto quanto non si rivolge al pubblico giovanile e si rifà ai tradizionali modelli compositivi e produttivi di Tin Pan Alley.» A volte il middle of the road viene distinto dalla musica adult contemporary, in quanto quest'ultima sarebbe destinata a una fascia di età più giovane. Secondo quanto riportano polemicamente in un loro saggio Ernesto Assante e Gino Castaldo, il middle of the road, che caratterizzava molta musica americana degli anni settanta, è «a metà strada tra il rock e il pop, tra la musica e il muzak, tra il consumo e l'arte. A metà strada da tutto, vicinissima al niente». Nella sua guida pubblicata nel 1990, Robert Christgau dichiara che la sigla MOR «si applica a quei formati radiofonici che evitano o impongono rigorose restrizioni alla velocità e al volume del rock, sebbene si preferisca definirlo in maniera meno diretta come lite e adult contemporary, che sono le definizioni che vanno per la maggiore».
Fra i molti artisti che sono stati classificati MOR figurano Frank Sinatra, Barbra Streisand, Céline Dion, Whitney Houston, Lloyd Webber, Elton John, Benny Goodman, Glenn Miller, Neil Diamond, Carole King, Patti Page Percy Faith, i 5th Dimension, i Simon & Garfunkel, Bread, The Carpenters e John Denver. Importante industria discografica citata fra le produttrici di musica MOR è la Tin Pan Alley.